# Живанович, Дарко
Дарко Живанович (р. 25 февраля 1987, Крагуевац) — сербский легкоатлет, который специализируется в беге на длинные дистанции. На Олимпийских играх 2012 года не смог закончить марафонскую дистанцию. Занял 26-е место на Роттердамском марафоне 2012 года — 2:17.10.
Спортивную карьеру начал в 2006 году, и первоначально специализировался в беге на 400 и 800 метров. В 2009 году пробежал свой первый марафон с результатом 2:22.36.